# No vayas a atender cuando el demonio llama
No vayas a atender cuando el demonio llama è il sesto album in studio della cantante argentina Lali Espósito, pubblicato il 29 aprile 2025 per Sony Music Argentina.

## Contenuti musicali

### Generi e influenze
No vayas a atender cuando el demonio llama presenta generi come il pop, il pop rock e l'elettropop, oltre ad includere elementi di pop punk e disco music.

## Promozione

### Tour
Il 18 dicembre 2024, attraverso i suoi social media, l'artista ha annunciato un concerto allo stadio Vélez di Buenos Aires il 30 aprile 2025. Dopo un sold out in meno di ventiquattr'ore, con più di 500 mila persone collegate per acquistare uno dei 50 mila biglietti disponibili, è stata aggiunta una seconda data per il giorno dopo. Le date sono state poi riprogrammate al 24 e 25 maggio a causa del calendario del campionato di calcio. Il 14 febbraio è stata aggiunta una terza data prevista per il 6 settembre.

## Tracce
1. Popstar – 1:08
2. Lokura – 2:29
3. No me importa – 2:33 (testo: Mariana Espósito, Martin D'Agosto, Mauro De Tommaso, Isabela Teran Lieban, Federico Barreto)
4. Plástico (con Duki) – 2:59
5. Tu novia II – 2:24
6. Morir de amor – 3:37
7. Mejor que vos (con i Miranda!) – 2:47 (testo: Mariana Espósito, Alejandro Sergi, Martin D'Agosto, Mauro De Tommaso)
8. No hay héroes – 2:27
9. Sensacional éxito – 0:46
10. Sexy – 2:38
11. Fanático – 2:42 (testo: Mariana Espósito, Martin D'Agosto, Mauro De Tommaso, Teran Lieban, Federico Barreto, Juan Giménez Kuj)
12. Perdedor – 3:41
13. 33 (con Dillom) – 3:44
14. Pendeja – 2:50
15. Fin de Tansmición – 0:43